# Lijst van nummer 1-hits in Frankrijk in 1994
Deze hits stonden in 1994 op nummer 1 in de SNEP Single Top 50, de bekendste hitlijst in Frankrijk.
| Datum        | Artiest                        | Titel                         |
| ------------ | ------------------------------ | ----------------------------- |
| 1 januari    | Freddie Mercury                | Living on my own              |
| 8 januari    | Freddie Mercury                | Living on my own              |
| 15 januari   | Bryan Adams                    | Please forgive me             |
| 22 januari   | Freddie Mercury                | Living on my own              |
| 29 januari   | Bryan Adams                    | Please forgive me             |
| 5 februari   | Ace of Base                    | Happy nation                  |
| 12 februari  | Alain Souchon                  | Foule sentimentale            |
| 19 februari  | Ace of Base                    | Happy nation                  |
| 26 februari  | Ace of Base                    | Happy nation                  |
| 5 maart      | Ace of Base                    | Happy nation                  |
| 12 maart     | IAM                            | Je danse le Mia               |
| 19 maart     | IAM                            | Je danse le Mia               |
| 26 maart     | IAM                            | Je danse le Mia               |
| 2 april      | IAM                            | Je danse le Mia               |
| 9 april      | IAM                            | Je danse le Mia               |
| 16 april     | Bruce Springsteen              | Streets of Philadelphia       |
| 23 april     | Bruce Springsteen              | Streets of Philadelphia       |
| 30 april     | Bruce Springsteen              | Streets of Philadelphia       |
| 7 mei        | East 17                        | It's alright                  |
| 14 mei       | Bruce Springsteen              | Streets of Philadelphia       |
| 21 mei       | IAM                            | Je danse le Mia               |
| 28 mei       | IAM                            | Je danse le Mia               |
| 4 juni       | Bruce Springsteen              | Streets of Philadelphia       |
| 11 juni      | IAM                            | Je danse le Mia               |
| 18 juni      | Jimmy Cliff                    | I can see clearly now         |
| 25 juni      | Jimmy Cliff                    | I can see clearly now         |
| 2 juli       | Jimmy Cliff                    | I can see clearly now         |
| 9 juli       | Reel 2 Real & the Mad Stuntman | I like to move it             |
| 16 juli      | Reel 2 Real & the Mad Stuntman | I like to move it             |
| 23 juli      | Reel 2 Real & the Mad Stuntman | I like to move it             |
| 30 juli      | Reel 2 Real & the Mad Stuntman | I like to move it             |
| 6 augustus   | Reel 2 Real & the Mad Stuntman | I like to move it             |
| 13 augustus  | Youssou N'Dour & Neneh Cherry  | 7 Seconds                     |
| 20 augustus  | Youssou N'Dour & Neneh Cherry  | 7 Seconds                     |
| 27 augustus  | Youssou N'Dour & Neneh Cherry  | 7 Seconds                     |
| 3 september  | Youssou N'Dour & Neneh Cherry  | 7 Seconds                     |
| 10 september | Youssou N'Dour & Neneh Cherry  | 7 Seconds                     |
| 17 september | Youssou N'Dour & Neneh Cherry  | 7 Seconds                     |
| 24 september | Youssou N'Dour & Neneh Cherry  | 7 Seconds                     |
| 1 oktober    | Youssou N'Dour & Neneh Cherry  | 7 Seconds                     |
| 8 oktober    | Youssou N'Dour & Neneh Cherry  | 7 Seconds                     |
| 15 oktober   | Youssou N'Dour & Neneh Cherry  | 7 Seconds                     |
| 22 oktober   | Youssou N'Dour & Neneh Cherry  | 7 Seconds                     |
| 29 oktober   | Youssou N'Dour & Neneh Cherry  | 7 Seconds                     |
| 5 november   | Youssou N'Dour & Neneh Cherry  | 7 Seconds                     |
| 12 november  | Youssou N'Dour & Neneh Cherry  | 7 Seconds                     |
| 19 november  | Youssou N'Dour & Neneh Cherry  | 7 Seconds                     |
| 26 november  | Youssou N'Dour & Neneh Cherry  | 7 Seconds                     |
| 3 december   | Elton John                     | Can you feel the love tonight |
| 10 december  | Elton John                     | Can you feel the love tonight |
| 17 december  | Elton John                     | Can you feel the love tonight |
| 24 december  | Elton John                     | Can you feel the love tonight |
| 31 december  | Elton John                     | Can you feel the love tonight |